# AEL MATSUYAMA
AEL MATSUYAMA（アエル マツヤマ）は、愛媛県松山市にある複合商業施設。大街道商店街の入口に立地する。高さは59.77m

## 概要
2008年に旧耐震設計に基づく建築物だったため閉店したファッションビルの「ラフォーレ原宿・松山」跡地に「新しい情報発信の場」をコンセプトに、竣工した複合商業施設である。
地上13階建て、延床面積約11,000㎡、商業施設（1～2階）、ブライダル（3～4階）、ホテル（5～13階）で構成されている。「AEL MATSUYAMA（アエル松山）」という名称は「Art」「Eat」「Life」の頭文字からなる「AEL」に、新しい人、文化、暮らし、そして新しい未来に「会える」喜びを届ける場所にしたいという思いを込めて命名された。
当初、松山市の中心市街地活性化基本計画では建物を取り壊した跡地に、新たに地上2階、地下1階の商業ビルを2010年の開業を目指すと基本計画されていたが、2009年11月にラフォーレ原宿運営会社の森ビルが発表した再開発計画案では地上14階、地下1階のホテル併設の複合型商業施設を建設することが記されていた。1階から5階までをファッション、雑貨、飲食店などのフロアに、6階から14階までをホテルとして計画しており、2010年6月に松山市、森ビル、地権者との間で話し合いが進められ、2011年には工事に着手し2013年の完成を予定していた。
しかしその後、森ビルの都市開発事業本部の担当者は「敷地面積がそこまで広くなく、ホテル併設の複合型商業施設は相乗効果が十分に見込めない」とし、ホテル併設の計画を断念。新たに地上6階、地下1階とする規模を大幅に縮小した計画に変更した。新しいビルには国土交通省の「優良建築物等整備事業」が活用されて国と市から補助金が出ることが決定した。
2012年2月、採算面などを再検討した森ビルは跡地に再びホテル併設の複合型商業施設案の計画再検討を発表。松山市に対してもホテル併設の複合型商業施設案での補助金申請を伝えた。計画は当初の地上14階地下1階を基本計画とし地元企業からの出資の可能性も含めて検討しているとした。森ビルは2012年に現在の建物を取り壊し2014年の完成を目指すと発表した。
最終的にビルの規模は地上13階にすることで落ち着き、1・2階を商業施設、3・4階を日本セレモニー運営のブライダル施設、5～13階はカンデオ・ホスピタリティ・マネジメント（東京）が全国展開する「カンデオホテルズ」がそれぞれ入居することになった。ラフォーレ原宿・松山は当初よりも遅れて2013年10月から解体され、翌年4月から新しいビルの本体工事を着工、2015年7月23日に竣工した。

## 沿革
- 2008年（平成20年）1月27日 - 「ラフォーレ原宿・松山」閉店
- 2013年（平成25年）10月 - 「ラフォーレ原宿・松山」解体
- 2014年（平成26年）4月 - 新ビル工事着工
- 2015年（平成27年）
  - 6月15日 - 新ビルを「AEL MATSUYAMA」（アエル松山）と命名すると発表
  - 7月13日 - 「AEL MATSUYAMA」竣工
  - 8月8日 - 「カンデオホテルズ松山大街道」先行開業
  - 8月26日 - 「AEL MATSUYAMA」開業

## 入居テナント

### 商業ゾーン

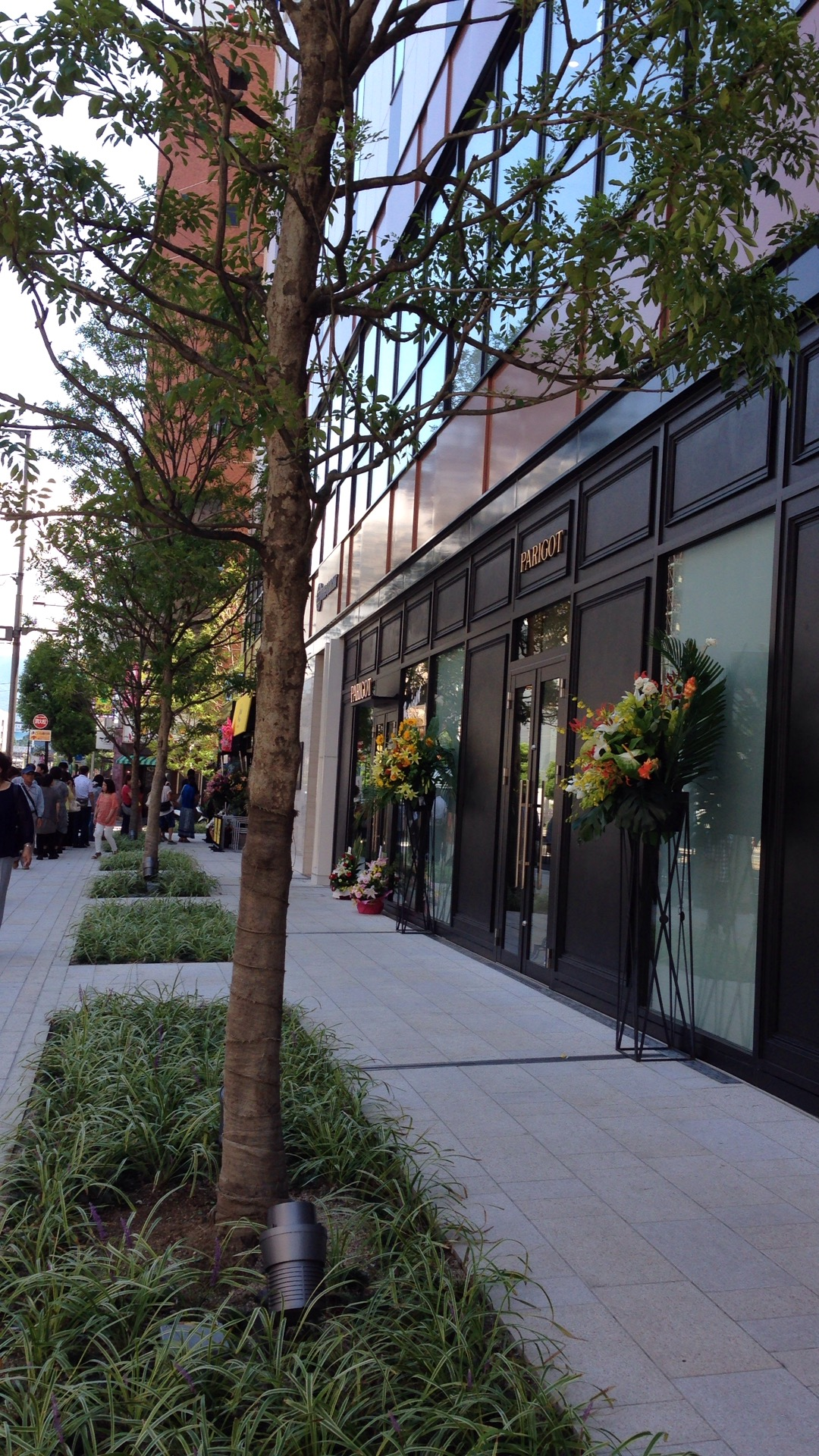
1階エントランス周辺

1・2階の商業ゾーンは「30～40歳を中心とした、感性が高く、トレンドをリードする層」をターゲットに、新業態や西日本初出店を含む計5店舗が出店。1階には四国初出店となる広島県発のインポートセレクトショップ「パリゴ（PARIGOT）」、国内3店舗目の出店となるカジュアルレストランの「セラフィナニューヨーク（Serafina NEW YORK）」が入居。2階には大街道の「明屋書店」が地方書店の新業態モデルである提案型店舗として「SerenDip 明屋書店」を移転オープンさせる。同フロアは床材が統一されており、旅行代理店のHISや愛媛県西条市で創業したコーヒー専門店「ブランチ・コーヒー（Branch Coffee）」、今治タオル専門店「伊織」他を展開するエイトワンの新業態「ブランチコーヒー バイ エイトワン（Branch Coffee by 81）」が入居し、本が持ち込めるようになっている。さらに売り場の一画には、地元あいテレビが運営するサテライトスタジオが「i-studio with 明屋書店」の名称で併設され、生中継による番組放映やインターネット番組が配信される予定である。
2025年5月時点では、開業時からのテナントは１階のパリゴ(PARIGOT)のみで、１階のSerafina NEW YORK跡地に「博多もつ鍋やまや」が入居。２階は明屋書店跡地に「エニタイムフィットネス」と「二浪証券」、HIS跡地に「すまいる保育所」が入居している。

### ブライダルゾーン
3・4階のブライダルゾーンは洗練された光のチャペル、高級感のあるスタイリッシュなバンケットを完備した新しい都市型ウエディング施設「THE GRIGHT」が入居していたが、2025年5月11日に賃貸契約満了に伴い閉業。

### ホテルゾーン
5～13階には客室数215室を擁する新しいスタイルのホテル「カンデオホテルズ松山大街道」が入居する。展望露天風呂「スカイスパ」では目の前に松山城を一望することができる。

## 交通アクセス
車
- 松山自動車道松山ICより約20分
- 松山空港より約20分

鉄道
- 松山市駅より路面電車大街道下車
- JR松山駅より路面電車大街道下車

バス
- 松山空港より伊予鉄バスリムジンバス大街道バス停
- 松山観光港より伊予鉄バスリムジンバス大街道バス停